# ديلان سانت-لويس
ديلان سانت-لويس (بالفرنسية: Dylan Saint-Louis)‏ هو لاعب كرة قدم فرنسي في مركز الهجوم، ولد في 26 أبريل 1995 في فرنسا. لعب مع نادي إيفيان ونادي سانت إتيان.

## وصلات خارجية
- ديلان سانت-لويس على موقع اتحاد تركيا (لاعب) (الإنجليزية)
- ديلان سانت-لويس على موقع قاعدة بيانات كرة القدم.إي يو (الإنجليزية)
- ديلان سانت-لويس على موقع ناشيونال فوتبول تيمز (الإنجليزية)
- ديلان سانت-لويس على موقع Soccerway.com (الإنجليزية)
- ديلان سانت-لويس على موقع عالم كرة القدم.نت (الإنجليزية)
- ديلان سانت-لويس على موقع GSA (الإنجليزية)